# 485 Genua
485 Genua este un asteroid din centura principală, descoperit pe 7 mai 1902, de Luigi Carnera.